# Sanjay Gupta
Sanjay Gupta (Novi, 23 oktober 1969) is een Amerikaans neurochirurg, televisiepresentator en auteur.

## Biografie
Gupta is van Brits-Indische herkomst en groeide op in Novi in de Amerikaanse staat Michigan. Hij behaalde een bachelorgraad in biomedische wetenschappen aan de University of Michigan in Ann Arbor. Vervolgens behaalde hij in 1993 een mastergraad aan de University of Michigan Medical School. Na een praktijktraining in neurochirurgie was hij als neurochirurg werkzaam aan het Grady Memorial Hospital in Atlanta.
Sanjay Gupta is gehuwd met de juriste Rebecca Olson. Zij hebben drie dochters.

## Carrière
Gupta is assistent-hoogleraar aan de medische faculteit van de Emory University in Atlanta. Hij werd landelijk bekend door zijn talrijke optredens in televisie-uitzendingen van de Amerikaanse zender CNN.
In 2006 werd hij onderscheiden met een Emmy Award voor zijn verslaggeving tijdens de orkaan Katrina. Voorts schrijft hij een column in Time magazine en is hij correspondent voor CBS News.
Na het verschijnen van zijn boek Monday Mornings: A Novel werd de televisieserie Monday Mornings daarop gebaseerd.
In 2019 werd Gupta gekozen in de National Academy of Medicine, een nonprofit, non-gouvernementele medische organisatie in de Verenigde Staten.